# Васищеве (зупинний пункт)
Васи́щеве — залізничний пасажирський зупинний пункт Харківської дирекції Південної залізниці.
Розташований у селі Гусина Поляна, Зміївський район, Харківської області на лінії Основа — Зміїв між станціями Зміїв (16 км) та Жихор (3 км).
Станом на травень 2019 року щодоби тринадцять пар приміських електропоїздів здійснюють перевезення за маршрутом Харків-Пасажирський/Харків-Левада — Ізюм.